# Platysenta punctosa
Platysenta punctosa là một loài bướm đêm trong họ Noctuidae.